# Милин, Исаак Моисеевич

Исаак Моисеевич Милин (16 февраля 1919, Остёр, УССР — 17 ноября 1992, Санкт-Петербург, Российская Федерация) — советский математик, доктор физико-математических наук, старший научный сотрудник, специалист в области геометрической теории функций комплексного переменного и прикладной математики, подполковник-инженер.

## Биография
В 1937 году окончил в Ленинграде среднюю школу № 16 и поступил на математико-механический факультет ЛГУ. После начала войны с Германией переведен в Ленинградскую военно-воздушную академию Красной армии (ЛВВА КА), которую окончил с отличием в 1944 году, специальности — математик и инженер-механик.
Работал сначала там же, затем и в других военных учебных и научно исследовательских институтах СССР. Под руководством Г. М. Голузина подготовил и защитил кандидатскую диссертацию (1950, «Об однолистных и подчиненных функциях»). В 1964 г. защитил докторскую диссертацию «Метод площадей в теории однолистных функций». В 1966 г. утверждён в учёном звании профессора.
После увольнения из Вооруженных Сил с 1973 по 1991 год заведовал лабораторией алгоритмизации и автоматизации технологических процессов в Ленинградском НИИ «Механобр».
Скоропостижно умер 17 ноября 1992 года.

## Научная деятельность
Проводил исследования в области теории регулярных и мероморфных однолистных функций и связана с задачами о Тейлоровских и Лорановских коэффициентах. Автор и соавтор теоремы площадей, оценки коэффициентов и интегральных средних, функционалов Милина, тауберовой теоремы Милина, постоянной Милина, экспоненциального неравенствa Лебедева — Милина. В 1949 году И. М. Милин и Н. А. Лебедев доказали гипотезу Рогозинского (1939) о коэффициентах функций Бибербаха — Эйленберга.
В 1964 году, работая над гипотезой Бибербаха (1916), И. М. Милин получил наилучшую за предыдущие 15 лет оценку коэффициентов однолистных функций.
В 1971 году высказал предположение, что сконструированная им последовательность логарифмических функционалов (функционалы Милина) неположительна для любой функции из класса S и отметил, что это свойство влечет доказательство гипотезы Бибербаха.
Полученное американским математиком Луи де Бранжем в 1984 году доказательство гипотезы Бибербаха сводится к целенаправленному доказательству гипотезы Милина. Вторая гипотеза Милина о логарифмических коэффициентах, опубликованная им в 1983 году, до сих пор является открытой проблемой.
Автор монографии: Однолистные функции и ортонормированные системы. Исаак Моисеевич Милин
Издательство «Наукa», Главная редакция физико-математической литературы, 1971 — Всего страниц: 256.

## Награды
Награждён 14 правительственными наградами, в том числе медалями «За боевые заслуги» и «За Победу над Германией в Великой Отечественной войне 1941—1945 гг.».